# Tubar
El tubar o tubare és una llengua extingida del sud de l'estat de Chihuahua, Mèxic, que formava part de la família lingüística uto-asteca. Era una llengua aglutinant on les paraules utilitzen sufixos complexos per a una varietat de propòsits amb diversos morfemes encadenats.